# 曼哈瓦拉戈
曼哈瓦拉戈，是西班牙卡斯蒂利亚-莱昂阿维拉省的一个市镇。 总面积17km2, 总人口63人（2001年），人口密度4人/km2。